# Estrecho de Sarangani
El estrecho de Sarangani  (en inglés, Sarangani Strait) es un estrecho marino, localizado en el archipiélago filipino, que separa las islas de Sarangani, Balut y Olaniván de la de Mindanao. Conecta  el mar de Filipinas, al este, con el mar de Célebes, al oeste.

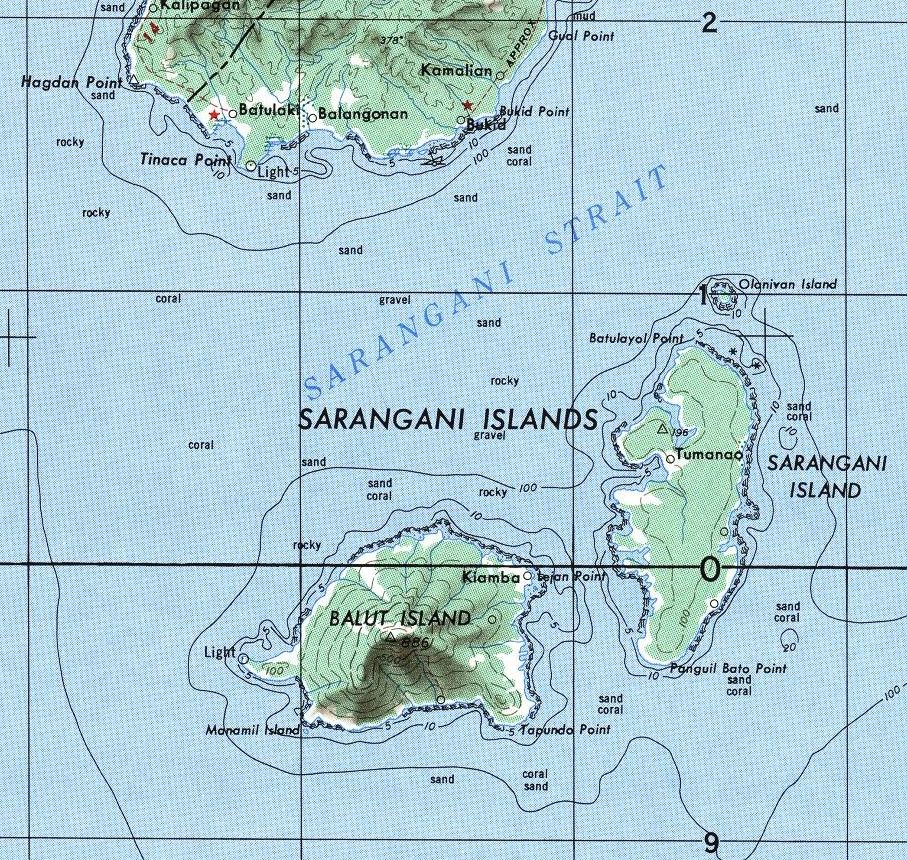
Estrecho de Sarangani, fragmento hoja NB 51-12 Caburan.

La costa de Mindanao corresponde al municipio de Trinidad, mientras que las islas adyacentes forman el municipio de Sarangani.